# Jan Pieterszoon Sweelinck

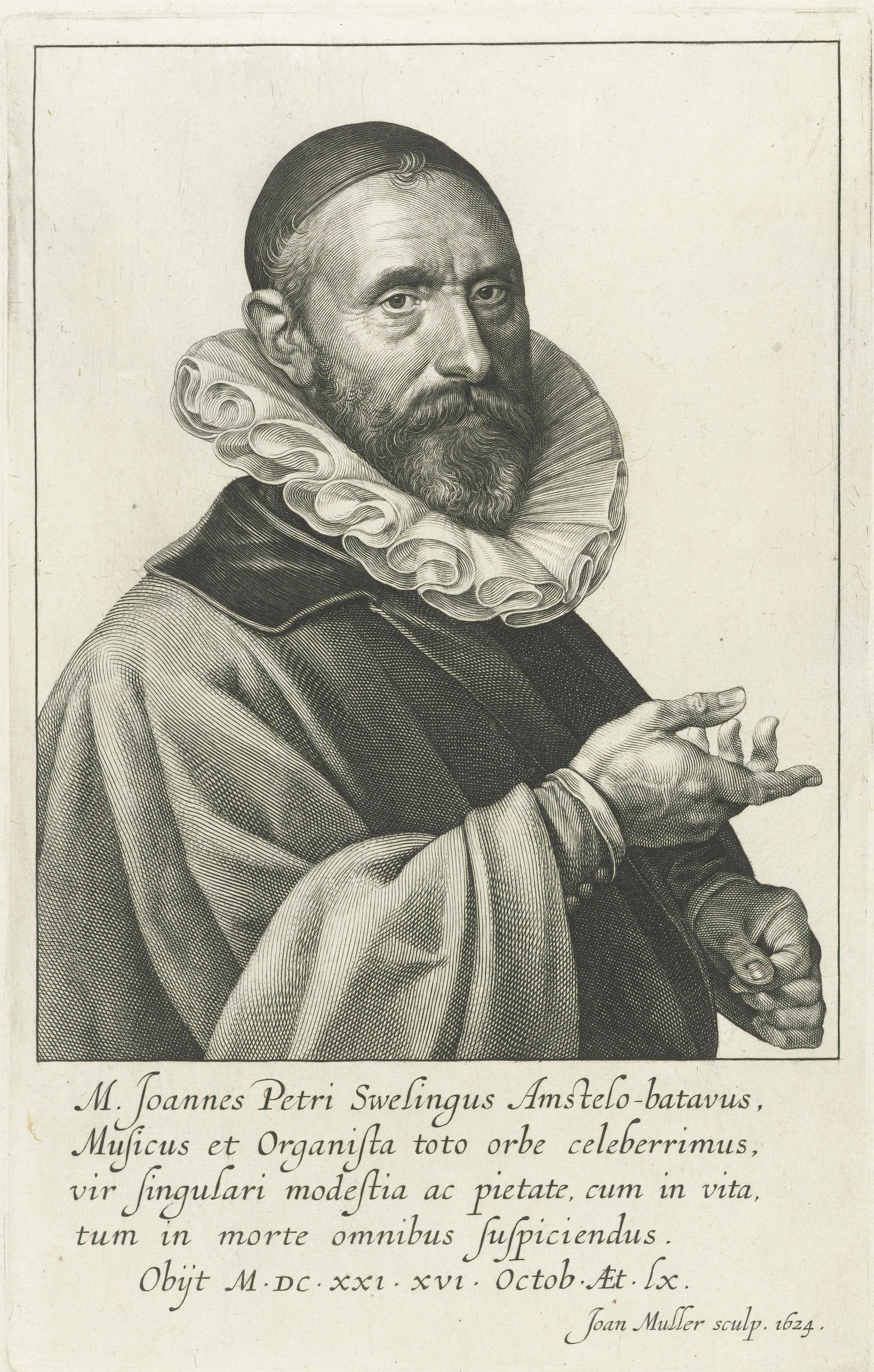
Jan Pieterszoon Sweelinck: kopergravure van Jan Harmensz. Muller, 1624. Kunstverlag Lucien Mazenod, Genève, 1946.

Jan Pieterszoon Sweelinck (ook Swelingh, Swelinck e.a.) (Deventer, [?] zomer of herfst 1561 – Amsterdam, 16 oktober 1621) was een Nederlands componist, organist, klavecinist, muziekpedagoog, muziekorganisator en ensembleleider. Hij geldt als de belangrijkste (Noord)Nederlandse componist van de Vroegmoderne tijd, in de overgang van renaissance- naar barokmuziek.

## Levensloop

#### Familie
Jan Pieterszoon Sweelinck was de oudste van vier kinderen van Peter (Pieter) Swibberts en Else (Elsgen) Sweelinck, dochter van de Deventer stadschirurgijn Mr. Johan (Jan) Hendrickszoon Sweelinck en Marie (Merrie) Snoick. De kinderen - naast Jan Pieterszoon waren dit de latere schilder Gerrit Pieterszoon en de dochters Marie en Tryntgen - hanteerden de achternaam van hun moeder. Dit was niet alleen vanwege de vooraanstaande positie van haar familie in Hanzestad Deventer, maar nog meer vanwege het bastaardschap van Sweelincks vader, die zoon was van de rooms-katholieke priester Swibbert van Keyserswerth en zijn concubine Wibbe Moring. Geestelijken die hun celibaatsgelofte verbraken waren ook in de 16de eeuw een veelvoorkomend verschijnsel, waartegen zich felle protesten keerden. De maatschappelijke positie van kinderen van priesters was in die tijd laag, met name in stedelijke centra.
Sweelincks grootvader Swibbert van Keizersweerd was afkomstig uit het toentertijd Nederlandssprekende Rijnland in westelijk Duitsland. Hij was muzikaal begaafd en werd organist van de abdij van Keyserwerth (thans Düsseldorf-Kaiserswerth). Hij werd er tot priester gewijd. Op zeker moment verhuisde hij naar Deventer, waar hij organist en, als kanunnik, vicaris werd van het Sint Paulusaltaar in de Sint-Lebuïnuskerk. In deze periode stichtte hij het vanwege zijn priesterschap  verboden gezin met uiteindelijk zeven kinderen, onder wie Pieter, die zijn opvolger zou worden als organist van de Sint-Lebuïnuskerk, en Gerrit, die evenals zijn vader Swibbert daar vicaris werd en bovendien de schola cantorum van deze kapittelkerk leidde. In 1574 stond deze Gerrit geregistreerd als organist van de Sint-Lebuïnuskerk, die inmiddels de status van kathedraal had gekregen vanwege de oprichting van het bisdom Deventer in 1559. In Jan Pieterszoon Sweelincks directe voorgeslacht kwamen dus drie organisten voor: zijn vader, zijn grootvader en een oom.

#### Jeugd
Lange tijd werd aangenomen dat Jan Pieterszoon in 1562 werd geboren, maar het in 2021 verschenen boek van Pieter Dirksen baseert zich op onderzoek van Simon Groot bij de conclusie dat dit in de zomer of herfst van 1561 moet zijn geweest. Jan Pieterszoon werd als eerste zoon in het gezin geboren. In 1564 verhuisde hij met zijn vader en moeder naar Amsterdam, waar zijn vader organist werd van de Oude of Sint Nicolaaskerk, de belangrijkste stadskerk van Amsterdam. Van Sweelincks vader, oom en grootvader zijn geen composities overgeleverd. Over de jeugd van Sweelinck valt slechts weinig met absolute zekerheid te zeggen.
Sweelinck leerde het klavierspel op orgel en klavecimbel vermoedelijk van zijn vader Pieter, die tot aan zijn dood in 1573 organist was van de Oude Kerk. Pieter Swibbertszoon werd opgevolgd door Cornelis Boscoop. Aangenomen wordt dat die de muzikale vorming van Jan Pieterszoon heeft voortgezet in aansluiting op de dood van Pieter Swibbertszoon. In ieder geval is gedocumenteerd dat Sweelinck vanaf 1580 'voor vast' aan de Oude Kerk is verbonden (documenten uit de tijd daarvoor zijn verloren gegaan). Uit een latere uitlating van zijn vriend Cornelis Plemp valt echter op te maken dat Sweelinck al in 1577, op 15-jarige leeftijd, als vaste organist aan de Oude Kerk werkzaam was.
Na de dood van zijn vader heeft Sweelinck vermoedelijk ook les gehad van Jan Willemszoon Lossy (ca. 1545-1629), stadsspeelman van Haarlem. Mogelijk kreeg hij ook les van de organisten van de Grote of Sint Bavokerk aldaar, Claas Albrechtszoon van Wieringen en Floris van Adrichem, die dagelijks het toenmalige hoofdorgel in de koorruimte van die kerk bespeelden.

#### Venetiaanse invloed
Het is onbekend bij wie Sweelinck zijn enorme vaardigheid in het componeren van met name zijn ensemblemuziek heeft ontwikkeld. Het hoge niveau van deze composities - waaronder meerstemmige toonzettingen van het gehele Geneefse psalter en van katholieke liturgische teksten en gezangen - kan niet terug te voeren zijn op uitsluitend zelfstudie.
In dit verband kan zeker waarde worden gehecht aan de mededeling van de 18e-eeuwse Duitse musicograaf Johann Mattheson, dat Sweelinck in Venetië bij Gioseffo Zarlino gestudeerd heeft. Tegenwoordig zijn er onderzoekers die menen dat dit op een misverstand berust. Sweelinck was in ieder geval zeer goed bekend met Zarlino's leerboeken over muziek. Sweelincks traktaat met compositieregels, dat door verschillende Duitse leerlingen werd gekopieerd en waarop zij en later hun leerlingen voortborduurden, blijkt gebaseerd op de derde druk van Zarlino's beroemde en wijd en zijd in Europa verspreide muziek- en compositieleer Istitutioni harmoniche. Sweelinck hoeft dan ook niet in Italië te zijn geweest: hij kan in Nederland met Zarlino's schoolmakende muziektraktaat in aanraking zijn gekomen.
Het zou niet uitzonderlijk zijn geweest als hij op jonge leeftijd (tussen zijn 11de en 15de levensjaar) voor studiedoeleinden in Venetië kan zijn geweest. Van andere belangrijke 16e-eeuwse musici zoals Elias Nicolaus Ammerbach en John Bull weten wij dat zij op jonge leeftijd op studiereis gingen naar verre oorden, in hun geval naar Venetië en Spanje. Bovendien weten wij uit het beroemde Schilder-Boeck uit 1604 van Carel van Mander dat Sweelincks jongere broer, de kunstschilder Gerrit Pieterszoon (1566-1612), voor studie in Italië is geweest zoals zo veel Noord- (en Zuid-)Nederlandse kunstschilders dat in die tijd deden. Het valt niet uit te sluiten dat Gerrit dit in het gezelschap van zijn oudere broer Jan heeft gedaan. De Italiaanse studiereis van de jonge Sweelincks kan zijn georganiseerd (en bekostigd) door Italiaanse kooplieden uit Amsterdam, relaties van hun overleden vader.
Een andere aanwijzing van Sweelincks pedagogische betrekkingen met Venetië - in persoon of door analyse van composities die in deze stad ontstaan zijn - is te vinden in zijn klavieroeuvre. Zijn toccata's en fantasia's zijn in stilistisch opzicht nauw verwant met klaviercomposities van Andrea Gabrieli, de organist van de San Marco.

#### Huwelijk
In 1590 trouwde Sweelinck met Claesgen Puyner (?? - 2 januari 1637), dochter van een koopman uit Medemblik. Zij kregen zes kinderen: Dirk (1591-1652), Pieter (1593 - 1670), Dyeuwer (1596-1597), Ysbrandt (ca. 1600 - 1662), Jan (circa 1602 - 1662) en Elsge (1602-1664). Het echtpaar woonde in de Koestraat, op het terrein van een voormalig klooster.

#### Reputatie
Sweelincks reputatie in Amsterdam was zeer groot. Hij had de bijnaam de Amsterdamse Orpheus en verkeerde onder rijke en ontwikkelde kooplieden in Amsterdam - Nederlanders zowel als buitenlanders.
Doordat tal van jonge Duitse musici naar de Amsterdamse meester trokken oefende Sweelinck grote invloed uit op de ontwikkeling van de orgel- en klavecimbelmuziek, met name in noordelijk Duitsland. Zijn invloed zou zelfs reiken tot aan de jonge Johann Sebastian Bach, die in de orgelmeesters Johann Adam Reincken uit Hamburg en in Dieterich Buxtehude uit Lübeck - zelf leerlingen van Sweelincks oud-leerling Heinrich Scheidemann - inspirerende voorbeeldfiguren vond.
Sweelincks reputatie had ook betrekking op zijn expertise op het gebied van orgelbouw. In de loop van zijn leven werd hij meermalen aangezocht om te adviseren bij en keuringen te verrichten van nieuwe of gerestaureerde orgels. De plaatsen die hij hiervoor aandeed waren: Enkhuizen, Haarlem (1594), Deventer (1595, 1616), Middelburg (1603), Nijmegen (1605), Harderwijk (1608), Rotterdam (1610), Delft, Dordrecht (1610) en Rhenen (1616).
Van Sweelincks reputatie getuigde in de 18e eeuw het biografische muziekwoordenboek Grundlage einer Ehren-pforte (1740) van Johann Mattheson. Daarin valt in de hoofdstukken over Sweelincks leerlingen Jacob Praetorius II (hier Schulz geheten) en Heinrich Scheidemann te lezen (hier in vertaling):
Toen hij [Jacob Praetorius II] vernam dat in Amsterdam een voortreffelijke organist was, verlangde hij om daarnaartoe te reizen en door hem te worden onderwezen. De kerkraad van de Sankt Jacobikirche [in Hamburg] moedigde hem daartoe aan en beloofde de helft van de kosten te zullen dragen. Het was de beroemde Jan Pieterszoon Sweelinck bij wie hij in de leer ging en die hem onder andere een geheel eigen manier van vingerzettingen leerde die toen heel ongebruikelijk was maar zeer goed. Schulz nam Sweelincks gebruiken en houding over die bijzonder aangenaam en achtenswaardig waren. Zo speelde hij zonder het lichaam veel te bewegen waardoor het leek alsof het moeiteloos gebeurde. Zijn natuurlijke wezen - ernstig, ordentelijk en bescheiden - was hem daarbij zeer behulpzaam. Het was niet alleen een lust om hem te horen, maar ook om hem te zien wanneer hij aan het orgel zat. Hans Scheidemann, de wakkere organist van de Sankt Catharinenkirche [in Hamburg], stuurde in dezelfde tijd zijn zoon Heinrich naar Holland. Zo kwamen de twee jonge, ambitieuze Hamburgers samen in Sweelincks school. Zij studeerden om het hardst, wat de meester zeer verheugde.

#### Improvisator en pedagoog

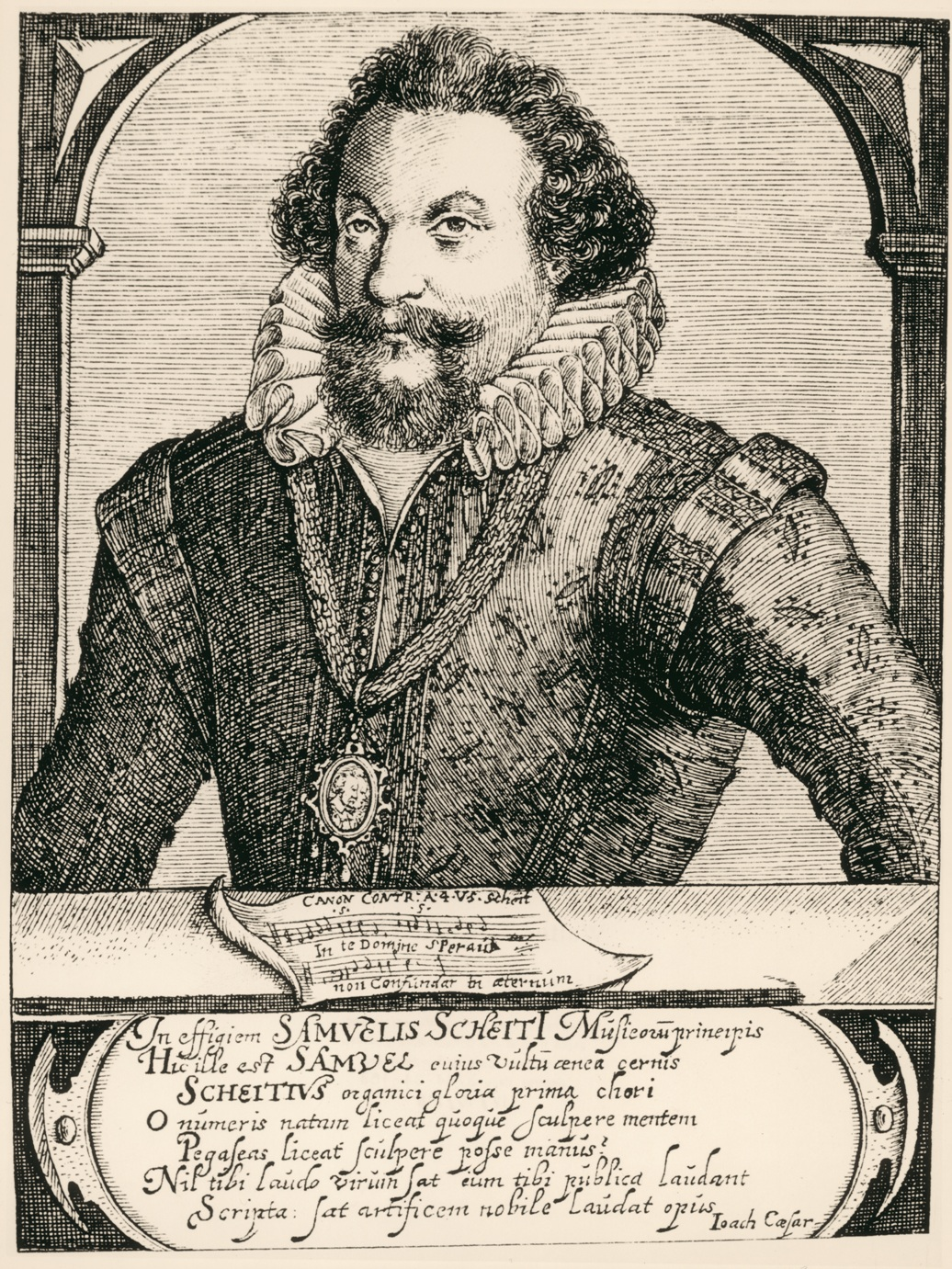
Belangrijkste leerling Samuel Scheidt

Sweelinck moet niet alleen een voortreffelijk componist zijn geweest. Over zijn talenten als briljant improvisator aan het klavecimbel en op het orgel werd bij zijn leven reeds hoog opgegeven. Ook ging een sterke roep van hem uit als muziekpedagoog. Vooral uit noordelijk Duitsland stroomden leerlingen naar Amsterdam toe om bij Sweelinck het orgelspel en compositie te leren. Dit gebeurde tijdens het Twaalfjarige Bestand (1609-1621) tijdens de Tachtigjarige Oorlog. In die periode werd Sweelinck bezocht door belangrijke Engelse musici als Orlando Gibbons in voorjaar 1613. Voor laatstgenoemde was dit collegiale contact van grote betekenis. Gibbons wijzigde zijn componeren voor toetsinstrumenten sinds zijn bezoek aan Sweelinck in verregaande mate. Ook aan zijn 'neveninkomsten' als pedagoog dankte Sweelinck een comfortabel leven.
Leerlingen van Sweelinck waren:
- zijn zoon Dirk Janszoon Sweelinck, later zijn opvolger aan de Oude Kerk in Amsterdam
- de Deventer organist Lucas van Lenninck die de eerste leraar was van de eveneens in Deventer geboren Jan Adamszoon Reinken (in Duitsland: Johann Adam Reincken)
- de blinde Utrechtse Domorganist Gerrit Wijerszoon
- de eveneens blinde Pieter de Vooys uit Den Haag.
- Barend Andriessen uit Zwolle
- Jan Pieterszoon Rijnsburg, organist van de Sint Pieterskerk in Leiden
- uit Duitsland zijn belangrijkste leerling Samuel Scheidt en verder onder anderen Ulrich Cernitz, Andreas Düben, Matthias Leder, Jacob Praetorius II, Johann Praetorius, Heinrich Scheidemann, Gottfried Scheidt, Melchior Schildt, Paul Siefert en Johannes Zornicht.

Doordat op enig moment alle organistenplaatsen van de grote stadskerken van Hamburg bezet werden door oud-leerlingen van Sweelinck kreeg de Amsterdamse musicus aldaar de erenaam Hamburgs organistenmaker. Het is aan deze groep hoogbegaafde jonge Duitse musici te danken dat een belangrijk deel van Sweelincks klaviercomposities - die in de kern als compositie- en improvisatievoorbeelden bedoeld waren - bewaard bleef, door middel van handgeschreven kopieën die zij van compositie-originelen van hun leraar zelf, respectievelijk van afschriften daarvan uit diens leerlingenkring vervaardigden. In Nederland zelf is vrijwel geen handschrift met klaviercomposities van Sweelinck (als autograaf of in kopie) bewaard gebleven.

#### Godsdienstige overtuiging
Sweelinck werd rooms-katholiek gedoopt en opgevoed. Zijn vader stond als organist en kerkmusicus geheel in de katholieke traditie. Toen het Amsterdamse stadsbestuur in 1578 overging in protestantse handen, kon Sweelinck het orgel van de Oude Kerk niet meer bespelen tijdens de kerkdiensten, misschien nog wel op andere uren. Het is onduidelijk of hij ooit protestants is geworden. Sommige auteurs menen dat zijn Cantiones Sacrae het bewijs vormen van zijn blijvende katholieke sympathieën, evenals zijn verbondenheid met Vondel, die zich nadrukkelijk bekeerd had tot het katholicisme.
Sweelinck is volgens sommige historici altijd beroemd gebleven binnen de Nederduytsch Gereformeerde kerken vanwege zijn grote talent voor muziek. Kerkzang in de volkstaal was ook onder katholieken reeds langer gebruikelijk. Zijn persoonlijke theologische opvattingen zullen daarbij een ondergeschikte rol hebben gespeeld.

### Levenseinde

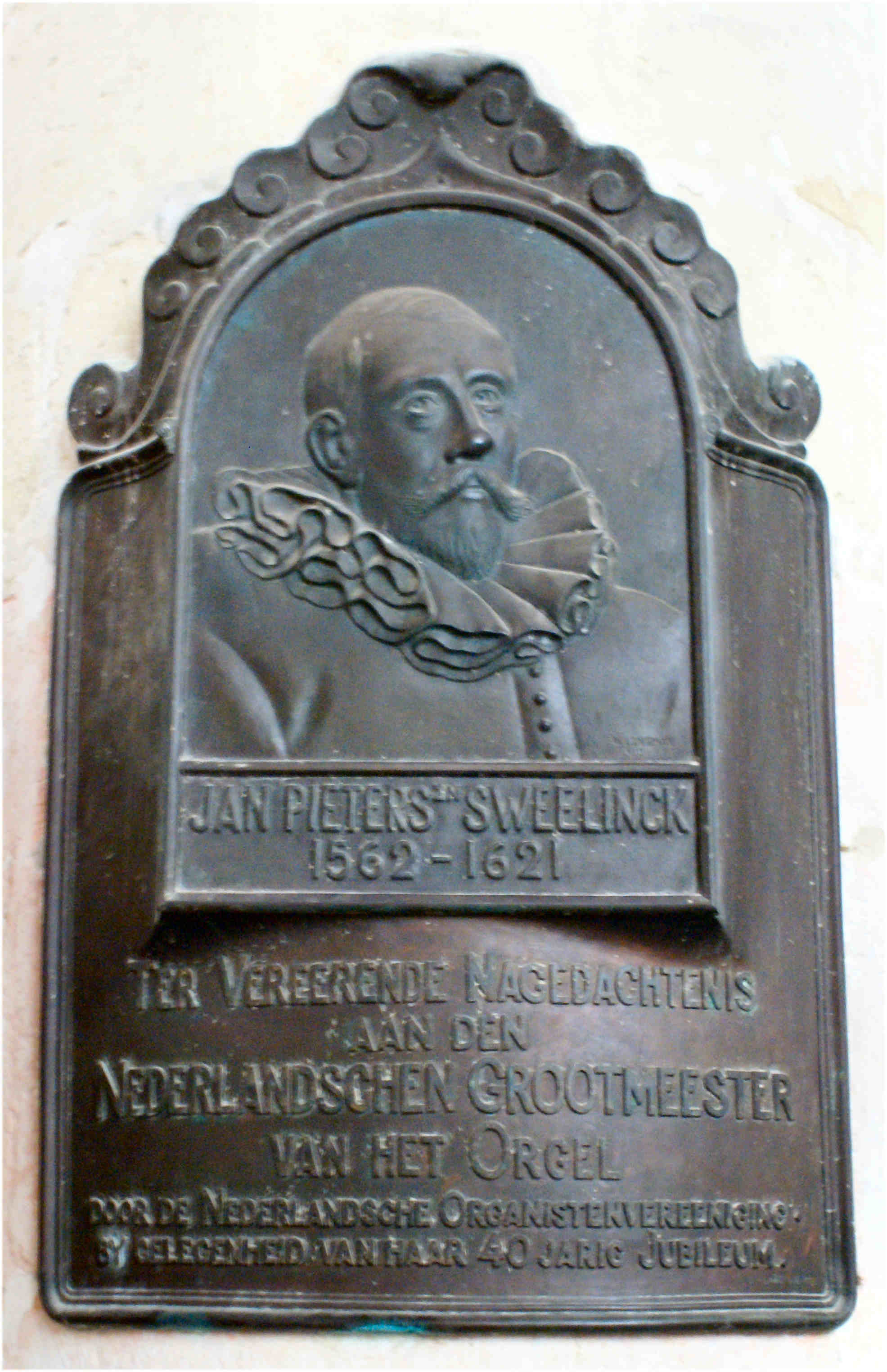
Gedenkplaat in de Oude Kerk in Amsterdam

Naar men aanneemt was het een kortstondige ziekte die hem velde op 16 oktober 1621. Op 20 oktober werd hij, onder het gelui van de grote klok van Amsterdams Oude Kerk begraven in de oostelijke kooromgang van het kerkgebouw (grafplaatnummer 99). Men roemde hem als "den aldercloecksten ende constichsten Organist deser eeuwe" en "weerdigh een Prince der Musijcken genoemt te worden".
Joost van den Vondel schreef het volgende grafschrift voor hem:
Dits Sweelinck's sterfelyk deel, ten troost ons nagebleven

't Ontsterfelyk hout de maet by Godt in 't eeuwig leven

Daer streckt hy, meer dan hier omvatten ons gehoor

Een goddlycke galm in aller Enghlen oor.

## Werken en invloed
Sweelinck was als componist en als muziekpedagoog tot ver buiten de landsgrenzen bekend en beroemd. Reeds tijdens zijn leven verschenen vele van zijn vocale werken in druk en verspreidden zich over geheel Europa. Zo verschenen er in Berlijn zogeheten 'roofdrukken' in het Duits (in de zogeheten Lobwasser-vertaling) van Sweelincks meerstemmige zettingen van het Franstalige Geneefse psalter.
Van alle reizen die Sweelinck gemaakt heeft, staat er slechts één naar het buitenland geregistreerd: zijn dienstreis naar Antwerpen in 1604, bekostigd door de stad Amsterdam, waar hij bij de klavecimbelbouwers Ruckers in opdracht van het Amsterdamse stadsbestuur een nieuw klavecimbel kocht. Alleen het beschilderde deksel van dit stadsklavecimbel bleef bewaard.
De Engelse musici Peter Philips en John Bull, katholieken die naar de zuidelijke (of Oostenrijkse) Nederlanden waren gevlucht, zochten Sweelinck op in Amsterdam voor collegiaal contact. Philips deed dit in 1593 vanuit Brussel, John Bull ondernam veel later dezelfde reis met hetzelfde doel. Van Bull is een fuga overgeleverd die op een thema van Sweelinck gebaseerd is. In het beroemde (handgeschreven) Fitzwilliam Virginal Book, dat rond 1600 werd samengesteld uit 297 composities voor het virginaal, blijken vier composities van Sweelinck te zijn opgenomen.
Opmerkelijk genoeg zijn tijdens Sweelincks leven geen klavierwerken (orgel, klavecimbel) uitgegeven. Wel verzorgde zijn oud-leerling Samuel Scheidt de uitgave van een verzameling van driestemmige fantasieën. Daarvan is tot nog toe geen enkel exemplaar in een bibliotheek of archief aangetroffen. Hoewel van Sweelinck bekend is dat hij veel meer muziek heeft geschreven, onder meer voor andere instrumentale en/of vocale bezetting, lijkt daarvan niets bewaard te zijn gebleven.

#### Sweelinck-Werke-Verzeichnis
Sweelincks overgeleverde werken zijn in 2006 door de musicoloog Pieter Dirksen gecatalogiseerd en van SwWV (Sweelinck-Werke-Verzeichnis)-nummers voorzien.

#### Klavierwerken
Van Sweelinck zijn meer dan 70 composities voor 'klavier' (orgel, klavecimbel) overgeleverd. De belangrijkste zijn:
- 13 Koraalvariaties, over melodieën uit het Geneefse Psalter, uit de Luthers-protestantse kerkliedtraditie en uit het gregoriaans. (waaronder "Puer nobis nascitur", "Onse Vader in Hemelrijck", "Erbarm dich mein, o Herre Gott", "Allein Gott in der Hoh' sei Ehr", "Nun freut euch, lieben Christen gmein", "Christe qui est lux et dies", "Ich ruf zu dir, Herr Jesu Christ").
- 14 Monothematische fantasieën, waaronder de beroemde Chromatische Fantasie (SwWV 258).
- 6 Echofantasieën.
- 15 Toccata's
- 8 Variatiereeksen over wereldlijke liederen (waaronder "Unter der Linden grune", "Est-ce Mars?", "Ick voer al over Rhijn", "Mein junges Leben hat ein End")
- Ballo del granduca (variatiereeks: wordt ook wel toegeschreven aan zijn leerling Samuel Scheidt)
- Engelsche fortuyn (variatiereeks)
- More palatino (variatiereeks)

Sweelinck, die bekend en mogelijk zelfs bevriend was met de naar de zuidelijke Nederlanden gevluchte Engelse musici Peter Philips en John Bull, verbond in deze werken variatiekunst en de virtuoze stijl van de Engelse virginalisten met de Spaanse orgelstijl en met die van Italiaanse meesters als Andrea Gabrieli en ook Claudio Merulo. Hieruit ontwikkelde Sweelinck een geheel eigen stijl waarin een hechte constructie, helderheid, terughoudendheid maar ook geestigheid kenmerkend zijn. De fantasieën vertonen al veel kenmerken van de klassieke fuga.
Het gebruik van echo's in de muziek was rond 1600 vrij populair in de klassieke muziek. Ook Sweelinck heeft aan dit genre bijdragen geleverd. In de Oude Kerk beschikte Sweelinck over een orgel uit 1539 met drie manualen en pedaal dat volop mogelijkheden bood om deze effecten te realiseren. Sweelinck is de eerste componist van wie bekend is dat hij de echo-mogelijkheden die veel orgels al sinds het einde van de 15e eeuw boden, op deze wijze benutte.
Als organist van de Oude Kerk was Sweelinck in dienst - als 'stadtmusicyn' - van het gemeentebestuur van Amsterdam. Dit betekende dat hij alleen voor en na kerkdiensten het orgel van de Oude Kerk diende te bespelen, maar niet tijdens. De protestantse samenzang - gebaseerd op het Geneefse Psalter in een Nederlandse vertaling - weerklonk in zijn tijd zonder orgelbegeleiding. Een voorzanger met krachtige stem leidde de meestal massale samenzang tijdens kerkdiensten.
Buiten kerkdiensten verzorgde hij in het monumentale gebouw doordeweekse orgelbespelingen, die in de loop van de tijd uitliepen op concerten met meerdere musici in ensemblevorm. Deze burger-concertpraktijk in de Oude Kerk - waardoor de eerste 'burgerconcertzaal' van heel noordelijk Europa tot stand kwam - heeft grote invloed gehad op de ontwikkeling van de klassieke muziek. Kooplieden, onder andere uit het Oostzeegebied, die regelmatig in Amsterdam vertoefden, zetten deze Amsterdamse burger-concertpraktijk in een monumentale kerk voort in eigen woon- en leefsituaties. Het ontstaan van de zogeheten 'Abendmusiken' in de Marienkirche in Lübeck - waarmee altijd de naam van Sweelincks 'kleinzoon-leerling' Dietrich Buxtehude verbonden zal zijn - is direct op de concertpraktijk van Sweelinck (en zijn opvolgers) in de Oude Kerk van Amsterdam terug te voeren.
In het milieu van rijke, kunstlievende en intellectueel-geaarde kooplieden trad Sweelinck regelmatig op in ruime Amsterdamse grachtenpanden, ofwel als klavecimbelvirtuoos dan wel als leider van een "Collegium Musicum". Zijn ensemblecomposities op Franse en Italiaanse teksten waren in principe bedoeld voor min of meer vaste groepen van muzikaal ontwikkelde liefhebbers uit dit milieu.

#### Ensemblemuziek

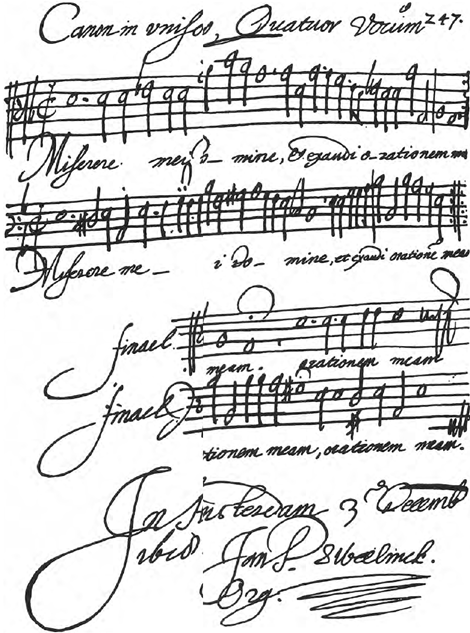
Autograaf uit 1618 van de canon in unisono Miserere mei Domine, SwWV 195

Sweelincks ensemblewerken - in aanleg voor zangstemmen bedoeld - zijn veel minder vernieuwend en staan nog geheel in de traditie van de Franco-Vlaams-Nederlandse School. Zijn ruim 250 vocale ensemblewerken - solistisch bezet - kunnen als volgt ingedeeld worden:
- Vier verzamelingen van stemboeken die a capella bewerkingen voor vier tot acht stemmen behelzen van alle oorspronkelijke Franstalige psalmliederen uit het 16de-eeuwse Calvinistisch-protestantse psalmgezangboek.
- De Cantiones Sacrae voor vijf stemmen, op latijnse teksten, waaraan de uitgever omwille van de verkoopbaarheid een basso continuopartij toevoegde.
- De Rîmes bevat deels bewerkingen van Italiaanse madrigalen van andere componisten, Chansons en Madrigalen op wereldlijke Franse en Italiaanse teksten.
- Gelegenheidscomposities: canons en bruiloftsmotetten.

#### 'Tabulatura'
In 1630 (ten tijde van de Dertigjarige Oorlog in het toenmalige Heilige Roomse Rijk) kondigde de Duitse uitgever Melchior Oelschlegel uit Halle de publicatie aan van een verzameling muziekstukken: Tabulatura. Fantasien mit 3. Stimmen durch alle Tonos von J.P. Sweelinck Organisten zu Amsterdam komponiert und von Samuele Scheid Hallense kologirt. Geen exemplaren van deze door Sweelincks oud-leerling Samuel Scheidt verzorgde muziekuitgave van Sweelincks driestemmige fantasieën zijn in bibliotheken en archieven aangetroffen. Mogelijk is de uitgave niet tot stand gekomen ten gevolge van de vernietigende oorlog.
In de stedelijke muziekbibliotheek in Leipzig wordt een 17de-eeuws muziekhandschrift bewaard met daarin 13 driestemmige fantasieën die in allerlei toonsoorten geschreven zijn. Bij geen van deze muziekstukken staat een auteursnaam aangetekend. Een van deze composities komt voor in een muziekhandschrift dat in Wenen wordt bewaard (in het archief van het Minoritenklooster) en draagt de naam 'P. Sivert'. Het gaat hierbij om Paul Siefert, die leerling van Jan Pieterszoon Sweelinck is geweest. Dit heeft tot de (niet-onaangevochten) conclusie gevoerd, dat het met de Fantasieën-verzameling in Leipzig zou gaan om een handgeschreven kopie van de Sweelinck-muziekuitgave uit 1630. Afschriften maken, ook van eertijds zeer kostbare muziekdrukken, was een (beruchte) praktijk onder beroepsmusici die zich hierdoor nieuw repertoire konden verschaffen.
Op grond van de kwaliteit - een subjectief begrip - van de anonieme Leipziger fantasieën-verzameling wordt het inmiddels vrijwel uitgesloten geacht dat Sweelinck er de auteur van is geweest. In de internationale 'Sweelinckvorsing' wordt wel de hoop gekoesterd dat een exemplaar van de in 1630 aangekondigde Tabulatura-uitgave aangetroffen gaat worden in het enorme volume van Duitse bibliotheek- en archiefbestanden die in 1945 als oorlogsbuit door en naar Rusland werden meegenomen, die inmiddels geleidelijk naar Duitsland terugkeren. Veel onderdelen ervan zijn namelijk nooit goed gecatalogiseerd geweest.

## Orgels

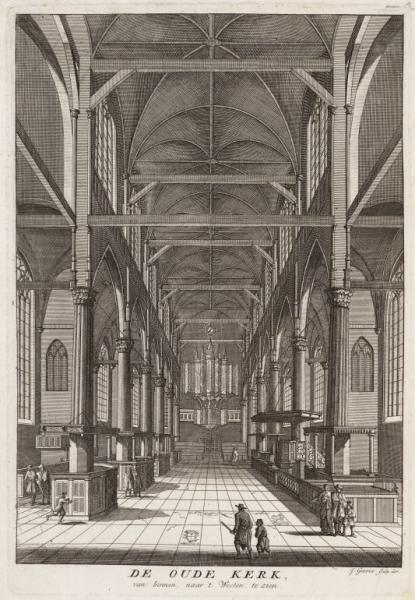
Interieur van de Oude Kerk rond 1700 met het orgel waarop Sweelinck speelde. Gravure van Jan Goeree (1670-1731)

Sweelinck speelde en componeerde in een tijd waarin algemeen de middentoonstemming in gebruik was, een stemming met in de gangbare toonsoorten vrijwel reine (zwevingvrije) tertsen. Tegenwoordig zijn er nog maar weinig orgels in deze stemming, zodat een historische uitvoering van Sweelincks werken tot de zeldzaamheden behoort. Veel van de levendigheid van de middentoonstemming gaat verloren bij een uitvoering in een moderne stemming, waarin de karakteristieke verschillen tussen de toonsoorten zijn verdwenen.
In Sweelincks tijd stonden in de Oude Kerk ten minste twee orgels. Het grote kerkorgel, met drie manualen (of handklavieren) tegen de toren- of westwand, werd tussen 1539 en 1545 gebouwd door Hans van Keulen, Hendrik en Hermann Niehoff en Jasper Janszoon. Het tweemanualig koororgel werd in de jaren 1544 en 1545 door Hendrik Niehoff en Jaspar Janszoon gebouwd. Geen van beide orgels van Sweelinck is nog aanwezig: ze werden vervangen in 1726 respectievelijk 1658.
Het grote orgel had de volgende dispositie:
- Hoofdwerk: Prestant 16', Octaaf 8'+4', Mixtuur, Scherp
- Bovenwerk: Prestant 8', Holpijp 8', Open fluit 4', Nasard 2 2/3', Sifflet 1', Cimbel, Trompet 8', Zink 8' (discant)
- Rugpositief: Prestant 8', Octaaf 4', Mixtuur, Scherp, Quintadena 8', Holpijp 4', Sifflet 1 1/3', Regaal 8', Baarpijp 8', Schalmei 4'
- Pedaal: Nachthoorn 2', Trompet 8'

Het koororgel had de volgende dispositie:
- Hoofdwerk: Holpijp 8' Prestant 4', Octaaf 2', Mixtuur, Scherp, Quintadeen 8', Gemshoorn 2', Sifflet 1 1/3 ', Schalmei 4'
- Borstwerk: Holpijp 4', Kromhoorn 8', Regaal 8'
- Pedaal: Trompet 8'

## Portretten
Van Sweelinck zijn twee portretten overgeleverd: een ongesigneerd schilderij uit 1606 en een kopergravure van Jan Harmensz. Muller uit 1624 (voor beide zie bovenaan dit artikel). 
Op het portretschilderij, dat in het bezit is van het Kunstmuseum Den Haag, zijn de handen van de musicus duidelijk afgebeeld met twee uitgestrekte vingers, net buiten de ovale trompe-l'oeil-lijst. Volgens retorisch-iconografische symboolcodes van die tijd is de boodschap ervan: luister naar mij.
Vrij algemeen werd dit ongesigneerde portret toegeschreven aan Sweelincks jongere broer, de schilder Gerrit Pieterszoon Sweelinck, maar voor deze aanname is geen bewijs gevonden. In 2021 - het jaar van Sweelincks 400ste sterfdag (16 oktober) - beargumenteerde de Nederlandse musicoloog en klavecinist dr. Pieter Dirksen in zijn Sweelinckbiografie de hypothese dat het schilderij (uit 1606) in Haarlem moet zijn ontstaan. Het zou van de hand zijn van de toen ongeveer 23-jarige portretschilder bij uitnemendheid Frans Hals. Dat die toen nog geen lid was van het plaatselijke Sint-Lucasgilde zou volgens Dirksen verklaren waarom Hals het schilderij ongesigneerd liet.

## Sweelinck in de 21e eeuw

#### Discografie
In 2002 werd op negen cd's Sweelincks complete overgeleverde klavierwerk (orgel en klavecimbel) opgenomen door een groot aantal musici, onder wie Leo van Doeselaar, Bernard Winsemius, Liuwe Tamminga, Bert Matter, Pieter Dirksen, Bob van Asperen, Menno van Delft, Siebe Henstra, Glen Wilson en Pieter-Jan Belder.
In 2010 kwam een doos uit met zeventien cd's, waarvoor de gehele (overgeleverde) ensemblemuziek van Sweelinck werd geregistreerd. Het gaat om in totaal 254 vocale werken, bijeengebracht onder de titel Het Sweelinck Monument en voorzien van uitgebreide toelichtingen in zes boeken. Box I bevat de wereldlijke muziek, box II de Psalmen en box III de Cantiones Sacrae. Uitvoerenden zijn het Gesualdo Consort Amsterdam o.l.v. Harry van der Kamp en organist Bernard Winsemius.
Ook Cappella Amsterdam onder Daniel Reuss maakte opnamen van Sweelincks koormuziek (2009), evenals het Nederlands Kamerkoor onder Paul van Nevel, Philippe Herreweghe, Ton Koopman, William Christie en anderen. Joseph Kelemen nam in 2013 orgelwerk van Sweelinck op en (opnieuw) Pieter-Jan Belder in 2016 klavecimbelmuziek. Daniele Boccaccio nam in 2018/19 al het klavierwerk op, voor orgel zowel als klavecimbel. Een cd gewijd aan zijn variatiereeksen kwam er in 2022 gebracht door klavinist Fabio Antonio Falcone onder het label Challenge Records (CC72926).

#### Museum
Het Nationaal Orgelmuseum in Elburg heeft een Sweelinckkamer ingericht, die gewijd is aan het werk en leven van Sweelinck. In september 2018 werd in het museum een door de beeldhouwster Bea Rozendaal vervaardigd bronzen borstbeeld van Sweelinck onthuld. Het werd geschonken door donateurs van de Stichting tot Behoud van het Nederlandse Orgel.

#### Sweelinckjaren 2012 en 2021
In 2012 werd met verschillende festiviteiten gevierd dat Jan Pieterszoon Sweelinck 450 jaar eerder in Deventer werd geboren. Ook in 2021, Sweelincks 400e sterfjaar, werd op diverse plaatsen aandacht aan hem besteed.

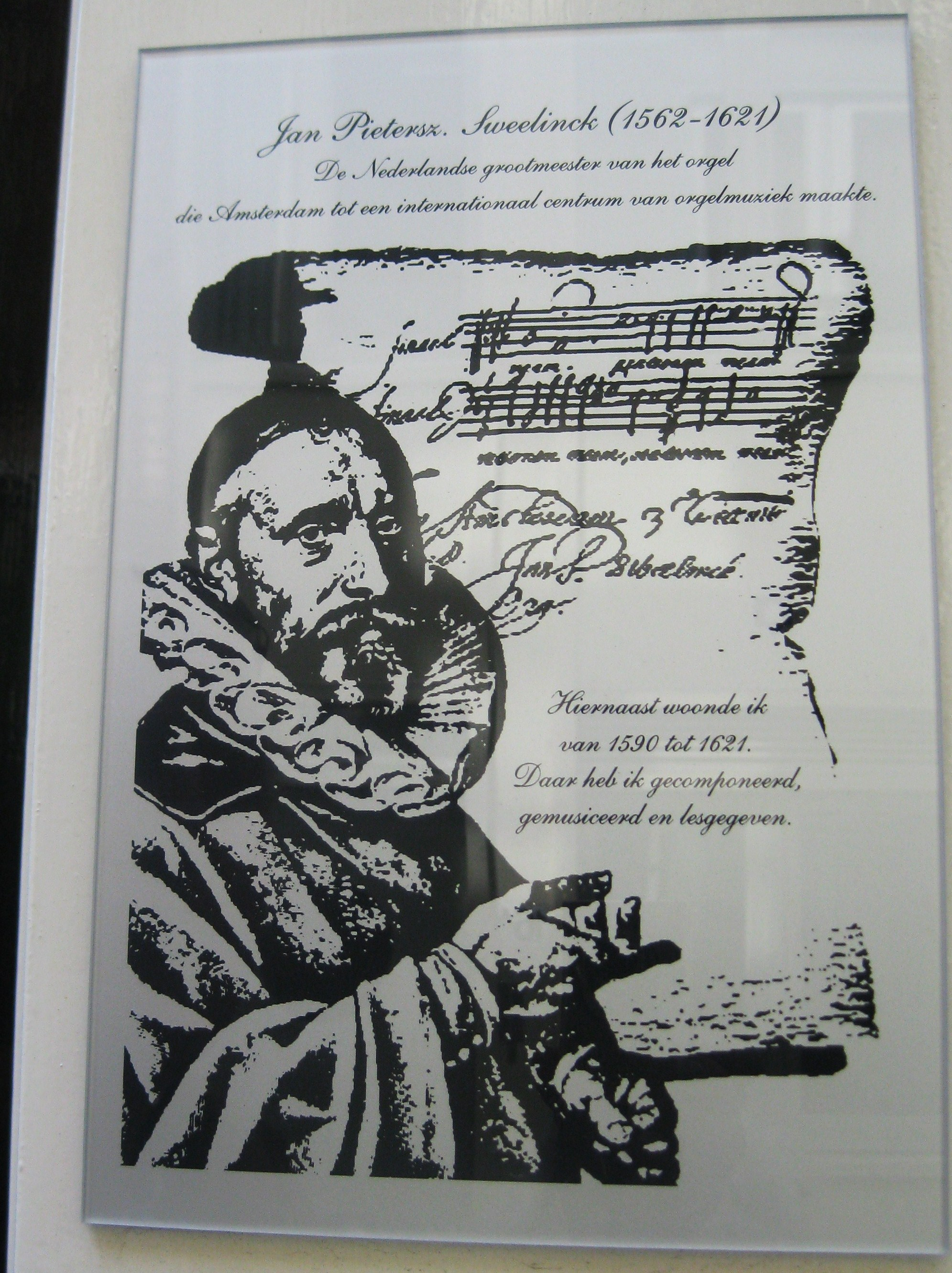
In de Koestraat wijst sinds 2013 dit portret naar zijn huis Koestraat 15
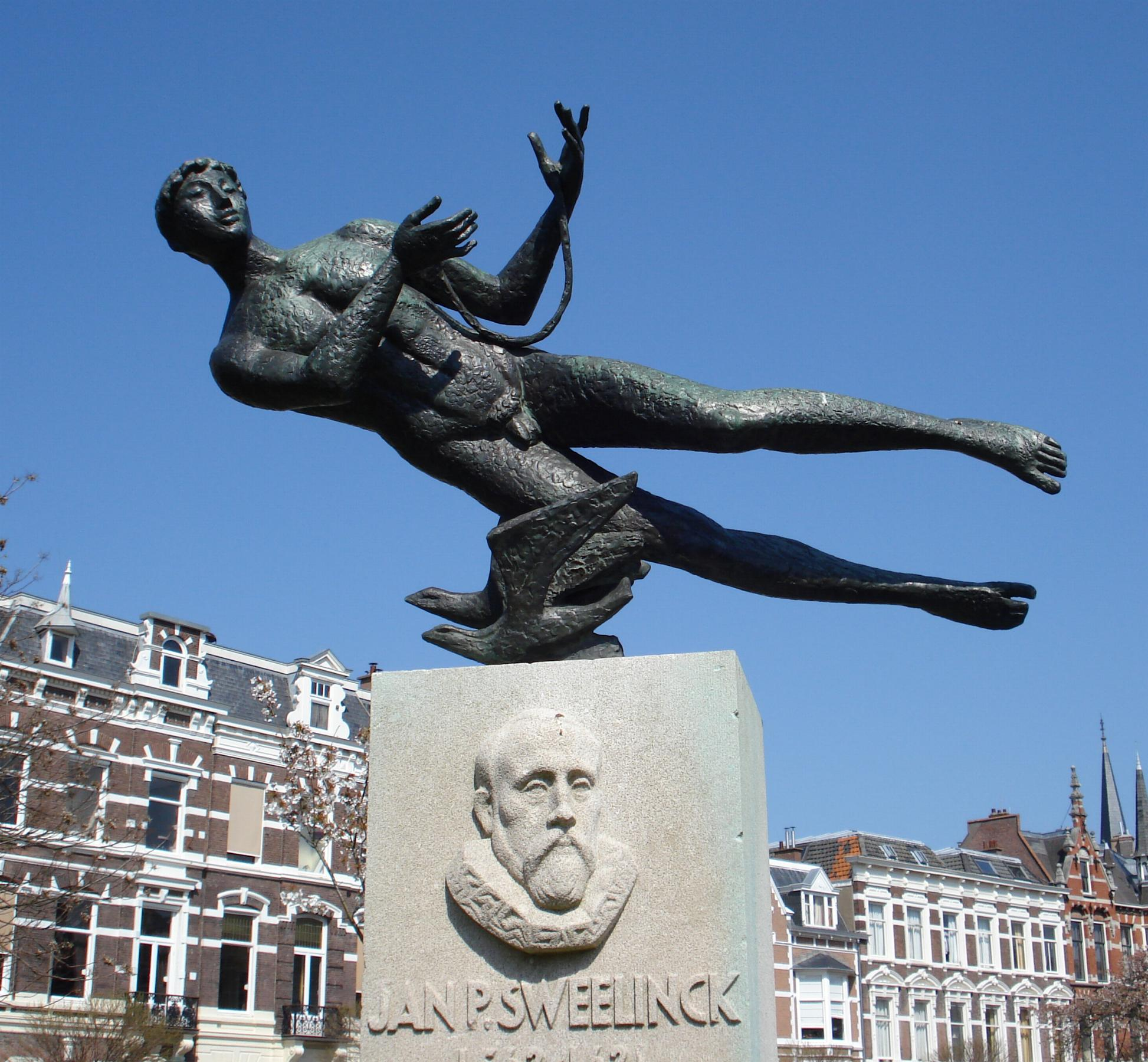
Den Haag, Sweelinckplein, Monument J.P. Sweelinck van Dirk Bus.

## Wetenswaardig

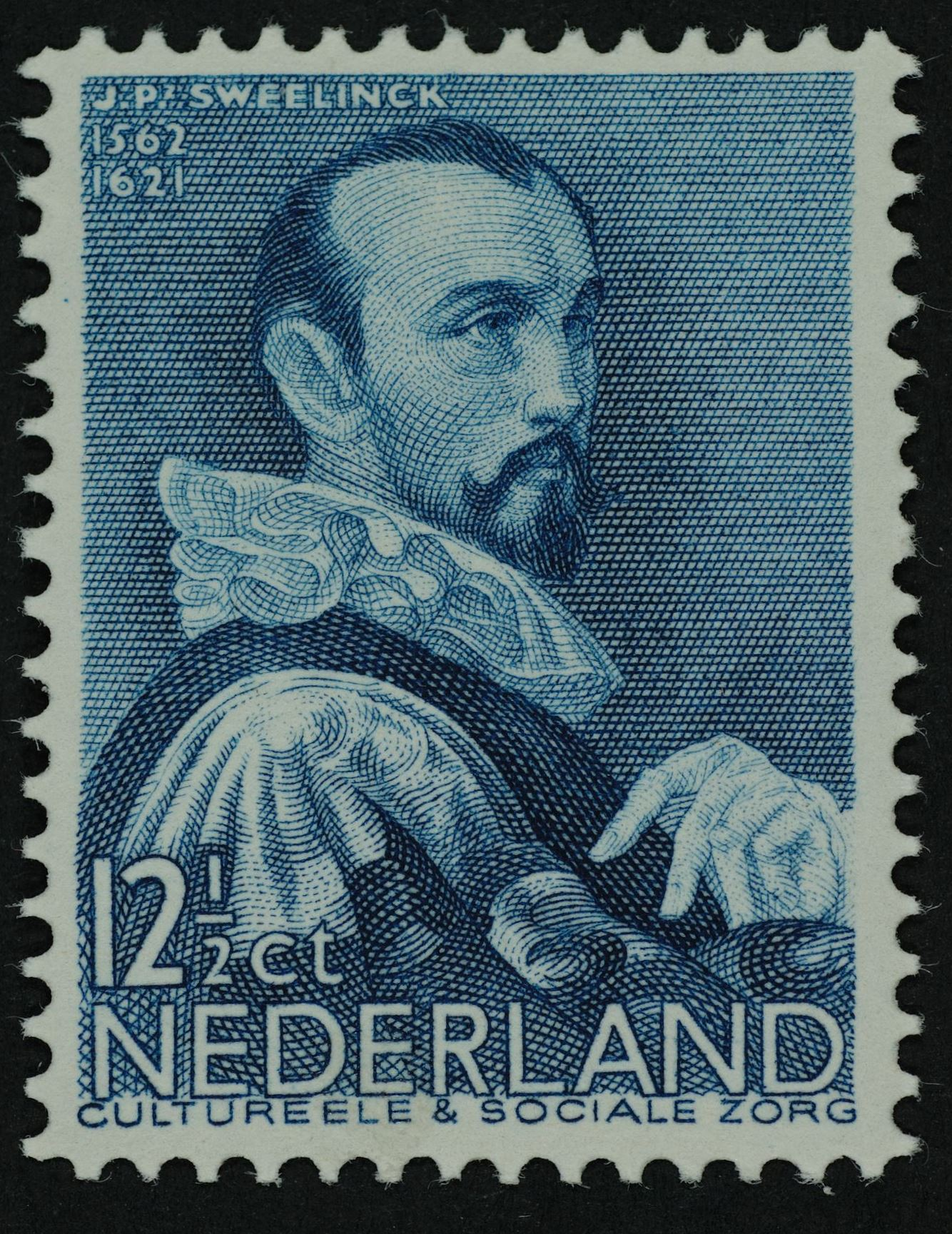
Zomerzegel 1935

- De Canadese pianist Glenn Gould had Sweelincks Fantasia g1: contraria, SwWV 270, op zijn vaste concertrepertoire.
- Het oudste orkest van Amsterdam is een studentenorkest onder de naam UvA-Orkest J. Pzn Sweelinck.
- Op een postzegel in de serie Zomerzegels van 1935 is de componist afgebeeld.
- De Sweelinckprijs is een muziekonderscheiding voor personen die een bijzondere bijdrage hebben geleverd aan de orgelcultuur en bestaat sinds 1998. In de jaren '60 en '70 van de twintigste eeuw kende de rijksoverheid ook een Sweelinckprijs, die werd toegekend aan Nederlandse componisten voor hun oeuvre.
- Popmuzikant Stef Bos is een directe afstammeling van Sweelinck, dit werd in 2013 bekendgemaakt in het televisieprogramma Verborgen verleden.
- Sweelinck is de enige Nederlandse componist wiens beeltenis op papiergeld heeft gestaan: hij stond op het biljet van 25 gulden, dat in 1972 in omloop kwam.
- Van de live-cd Big in Europe Vol. 2 van Klaus Schulze heet het eerste nummer van de eerste cd 'Jan Pieterszoon Sweelinck'.

Haendel · Lulli · Scarlatti · Mozart · Cherubini · Weber · Berlioz · Chopin · Liszt · Wagner · Gounod · Reincken · Schuijt · Obrecht · Sweelinck · Orl. Lassus · Clemens n.P. · Wanning · Brahms · Rubinstein · Niels Gade · Verhulst · Schumann · Mendelssohn · Schubert · Spohr · Beethoven · Haydn ·  Bach · Strawinsky · Pijper · Ravel · Reger · Wagenaar · Tschaikovsky · Zweers · Bruckner · Mahler · Franck · Diepenbrock · Debussy · Dopper · Richard Strauss · Röntgen · Bartók · Dvořák
- Bibsys: 90373413
- Biblioteca Nacional de España: XX1011155
- Bibliothèque nationale de France: cb13900214c (data)
- Biografisch Portaal: 03967565
- CiNii: DA06349414
- Digitale Bibliotheek voor de Nederlandse Letteren: swee008
- Gemeinsame Normdatei: 118799517
- International Standard Name Identifier: 0000 0001 1075 9430
- Library of Congress Control Number: n80005110
- Nationale Bibliotheek van Letland: 000067131
- MusicBrainz: b6a6520c-31e3-43d0-bc68-d0c5016bf28f
- Bibliotheek van het Japanse parlement: 01077315
- Nationale Bibliotheek van Tsjechië: jn19990008379
- Nationale bibliotheek van Australië: 35320203
- Nationale Bibliotheek van Israël: 987007268597905171
- Nationale Bibliotheek van Polen: a0000002565678
- Nationale en Universitaire bibliotheek Zagreb: 000339174
- Nederlandse Thesaurus van Auteursnamen: 071329129
- Istituto Centrale per il Catalogo Unico: UFIV106584
- LIBRIS: 266476
- SNAC: w6445vk9
- Système universitaire de documentation: 030026199
- Trove: 910528
- Virtual International Authority File: 89618631
- WorldCat: E39PBJvd7833XT9Yr8HbqBdvpP